# 1979 en Suisse
Chronologie de la Suisse
- 1975
- 1976
- 1977
- 1978
- 1979
- 1980
- 1981
- 1982
- 1983

Chronologie de la Suisse
1978 en Suisse - 1979 en Suisse - 1980 en Suisse

## Gouvernement au1erjanvier 1979
- Conseil fédéral[1]:
  - Hans Hürlimann PDC, président de la Confédération
  - Georges-André Chevallaz PRD, vice-président de la Confédération
  - Willi Ritschard PSS,
  - Kurt Furgler PDC
  - Rudolf Gnägi UDC
  - Pierre Aubert PSS,
  - Fritz Honegger PRD

## Évènements

### Janvier
Lundi 1er janvier 
- Entrée en souveraineté du canton du Jura.

 Mercredi 3 janvier 
- Premier numéro de la Berner Zeitung, née de la fusion entre la Berner Tagblatt et les Berner Nachrichten.

25 janvier
- Création du comité pour le boycott des cours ménagers obligatoires pour jeunes filles à Bienne (mouvement social médiatisé par la suite comme grève des casseroles)

### Février
Jeudi 1er février 
- Mise en service de la Centrale nucléaire de Gösgen.

 Dimanche 11 février 
- Élection complémentaire à Berne. Peter Schmid (UDC) est élu au Conseil d’État lors du 1er tour de scrutin.

 Samedi 17 février 
- Pour la sixième fois de son histoire, le CP Berne devient champion de Suisse de hockey-sur-glace.

 Dimanche 18 février 
- Votations fédérales. Le peuple rejette, par 964 749 non (50,8 %) contre 934 073 oui (49,2 %), l’arrêté fédéral abaissant l'âge requis pour l'exercice du droit de vote et d'éligibilité.
- Votations fédérales. Le peuple approuve, par 1 467 357 oui (77,6 %) contre 424 058 non (22,4 %), le contre-projet à l'initiative populaire pour le développement des chemins et sentiers.
- Votations fédérales. Le peuple rejette, par 1 115 116 non (59,0 %) contre 773 485 oui (41,0 %), l'initiative populaire « contre la publicité pour des produits qui engendrent la dépendance »
- Votations fédérales. Le peuple rejette, par 965 927 non (51,2 %) contre 920 480 oui (48,8 %), l'initiative populaire « Sauvegarde des droits populaires et de la sécurité lors de la construction et de l'exploitation d'installations atomiques ».

### Mars
Lundi 5 mars 
- Le canton du Jura est le premier de Suisse à ouvrir un Bureau de la condition féminine.

 Dimanche 25 mars 
- Elections cantonales à Bâle-Campagne. Clemens Stöckli (PDC), Paul Nyffeler (PRD), Theo Meier (PRD), Paul Jenni (PSS) et Paul Manz (UDC) sont élus au Conseil d’État lors du 1er tour de scrutin.

 Lundi 26 mars 
- En raison de fissures et d’un léger déplacement observés sur la couronne du barrage de Tseuzier, l'Office fédéral de l'économie des eaux ordonne la vidange du lac.

### Avril
Dimanche 1er avril 
- Elections cantonales à Zurich. Jakob Stucki (UDC), Peter Wiederkehr (PDC), Hans Künzi (PRD), Konrad Gisler (UDC), Albert Sigrist (PRD), Alfred Gilgen AdI et Arthur Bachmann (PSS), sont élus au Conseil d’État lors du 1er tour de scrutin.
- Elections cantonales au Tessin. Fulvio Caccia (PDC), Flavio Cotti (PDC), Ugo Sadis (PRD), Carlo Speziali (PRD) et Benito Bernasconi (PSS) sont élus au Conseil d’État lors du 1er tour de scrutin.

 Mercredi 4 avril 
- Mise en service du nouveau billet de 20 francs consacré au naturaliste Horace-Bénédict de Saussure.

 Dimanche 29 avril 
- Elections cantonales à Lucerne. Wili Felix (PDC), Carl Mugglin (PDC), Karl Kennel (PDC), Walter Gut (PDC), Robert Bühler (PRD), Peter Knüsel (PRD) et Hans-Ernst Balsiger (PSS) sont élus au Conseil d’État lors du 1er tour de scrutin.

### Mai
Mercredi 2 mai 
- Inauguration du Théâtre Kléber-Méleau à Renens.

 Lundi 14 mai 
- Décès à Paris, à l’âge de 55 ans, du comédien Marcel Imhoff

 Mardi 15 mai 
- Fondation de l'Association transports et environnement (ATE) par des militants écologistes.

 Dimanche 20 mai 
- Votations fédérales. Le peuple rejette, par 939 533 non (65,4 %) contre 496 882 oui (34,6 %), l’arrêté fédéral réformant le régime de l'impôt sur le chiffre d'affaires et de l'impôt fédéral direct.
- Votations fédérales. Le peuple approuve, par 982 634 oui (68,9 %) contre 444 422 non (31,1 %), la modification de la loi sur l'énergie atomique.

 Jeudi 24 mai 
- Premières Journées littéraires suisses à Soleure.

### Juin
Samedi 16 juin 
- Le Servette FC s’adjuge, pour la quatorzième fois de son histoire, le titre de champion de Suisse de football.

 Mardi 19 juin 
- Visite officielle de Juan Carlos, roi d’Espagne et de la Reine Sophie.

 Vendredi 22 juin 
- Le Belge Wilfried Wesemael remporte le Tour de Suisse cycliste

 Dimanche 24 juin 
- Le conseiller fédéral Rudolf Gnägi annonce sa démission.

### Juillet
Lundi 2 juillet 
- Premiers vols réguliers de la compagnie Crossair. Trois destinations sont proposées au départ de Zurich : Nuremberg, Innsbruck et Klagenfurt.

 Vendredi 6 juillet 
- Inauguration d’un tronçon de 6,7 km de l’autoroute A2, entre Erstfeld et Amsteg.

 Vendredi 20 juillet 
- Un gros incendie dans un quartier industriel de Zurich cause des dégâts pour 15 millions de francs.

### Août
Lundi 6 août 
- Décès à Cavergno, à l’âge de 56 ans, du romancier tessinois Plinio Martini.

 Mercredi 29 août 
- Six militaires dont une femme perdent la vie au Dom des Mischabel.

### Septembre
Samedi 1er septembre 
- Fête de la chanson romande, à Lausanne-Bellerive, avec la participation de Jean Villard, dit Gilles.

 Dimanche 9 septembre 
- Election complémentaire aux Grisons. Bernardo Lardi (PDC) est élu au Conseil d’État lors du 1er tour de scrutin.

 Samedi 15 septembre 
- Ouverture de la Maison Hans Erni au Musée suisse des transports de Lucerne.

 Vendredi 28 septembre 
- Le Département militaire fédéral suspend Albert Bachmann (1929 - 2011), chef des services spéciaux du Groupe renseignements et sécurité, impliqué dans une affaire d’espionnage aux dépens de l’Autriche.

### Octobre
Dimanche 7 octobre 
- Un DC-8 de la compagnie Swissair rate son atterrissage à Athènes. Quatorze passagers trouvent la mort dans l’accident.

 Vendredi 10 octobre 
- Décès à Zurich, à l’âge de 87 ans, du pédiatre Guido Fanconi, qui fut le premier à décrire la mucoviscidose.

 Dimanche 21 octobre 
- Élections fédérales. Les élections au Conseil national profitent au PRD, qui gagne quatre sièges, et à l’UDC qui en gagne deux. Les POCH entrent à la Chambre basse avec deux élus. Les Verts en font de même avec un élu. La participation n’atteint de 48 %. C’est la première fois depuis 1914 qu’elle descend au-dessous des 50 %. La nouvelle Chambre basse comprend 51 socialistes, 51 radicaux, 44 démocrates-chrétiens, 23 démocrates du centre, 8 libéraux et 8 indépendants. Les petites formations se partagent les 15 autres sièges.
- Election complémentaire à Soleure. Walter Buergi (PRD) est élu au Conseil d’État lors du 1er tour de scrutin.

 Mercredi 24 octobre 
- Décès à Sierre, à l’âge de 67 ans, de la romancière valaisanne Corinna Bille.

 Mercredi 31 octobre 
- Ouverture d’un nouveau tronçon de 6 km sur l’autoroute A12, entre Corpataux et Avry-devant-Pont.

### Novembre
Samedi 3 novembre 
- Sur le site de la Centrale nucléaire de Gösgen, des inconnus font sauter à l’explosif le socle d’un pylône météo qui s’abat sur un transformateur. Les dégâts se montent à un million de francs.

 Lundi 5 novembre 
- Mise en service du nouveau billet de 10 francs consacré au mathématicien Leonhard Euler.

 Mercredi 28 novembre 
- Fondée par Roger Schawinski, Radio 24, la première radio libre de Suisse, diffuse ses premières émissions à Zurich.

 Jeudi 29 novembre 
- Décès à Zurich, à l’âge de 52 ans, de l’écrivain Walter Matthias Diggelmann.

 Vendredi 30 novembre 
- Adoption, par 45 pays, de la Convention de Berne, qui protège la vie sauvage.

### Décembre
Mercredi 5 décembre 
- Election de Leon Schlumpf au Conseil fédéral.

 Mardi 18 décembre 
- La Congrégation romaine de la Foi retire au théologien suisse Hans Küng le droit d’enseigner la théologie.

 Dimanche 23 décembre 
- Mise en service du téléphérique du Petit Cervin.